# Hoya Grande (Garafía)
Hoya Grande es uno de los barrios del municipio norteño de la isla de La Palma, Garafía. Es la base del territorio más alto de la isla, El Roque de los Muchachos, el punto más alto de la isla con 2.426 metros, sede en La Palma del IAC, que acoge, conjuntamente con la sede en Tenerife, la mayor red de telescopios del hemisferio Norte, congregando más de setenta instituciones científicas de diecinueve países, entre los que se encuentra España. Este conjunto de instrumentos de última generación se integran en la organización European Northern Observatory, más conocida como ENO. A su través pasa la carretera que sube hasta el Roque de los Muchachos, por el norte, ya que por Mirca en Santa Cruz de la Palma, existe otro acceso por carretera.

## Descripción
Está formado este barrio por dos localizaciones, separadas por el Barranco de Oropesa, que son El Bailadero y la propiamente dicha Hoya Grande. Su actividad básica es la ganadería, principalmente caprina, y la agricultura, constituyendo un área privilegiada para el cultivo de la uva, principalmente en la subida por El Lomo de la Ciudad, el Lomo de Jerónimo, siendo la variedad más conocida por su nobleza el albillo, la cual también se produce en el barrio de Catela y El Castillo. Produce un vino con unos sabores afrutados amplios, equilibrados con un leve recuerdo dulce,  limpios y frescos con un sabor prolongado en boca, evocando su aroma al Atlántico que baña su geografía.
Últimamente se vienen haciendo también restauraciones de antiguas casonas rurales, adaptándolas a los tiempos actuales, preparadas para vivir cómodamente, las cuales se ponen en explotación dando lugar a una fuente económica cada vez más importante que hace posible, para el foráneo,  poder disfrutar de unos paisajes y entornos naturales, con un valor antropológico y social muy importante, a la par que sirve de forma complementaria para incrementar lo ingresos económicos de la zona.
Limita en el noreste con Llano Negro, uno de los barrios más prósperos de Garafía, y arranca de la Cueva del Humo y la Montaña de las Indias, teniendo valles agrícolamente fértiles como el de Petolingo o el del Perejil. Sirviendo de mirador privilegiado El Salón Colorado, en lo alto del Barranco de Oropesa, donde se encontraba antiguamente la fábrica de bloques de barro cocido de color rojo por su alto contenido en hierro, que sirvió en su momento de material de construcción para la inmensa mayoría de casas del Bailadero y alrededores. Se ha de hacer especial mención a sus quesos de cabra, artesanos, hechos con maestría por los pastores de la zona, que gozan de fama por el tratamiento al humo que les dan en el proceso de cura, quedando bañados con un color dorado, desprendiendo un aroma que hace las delicias de quien los consume.
En lo alto del Bailadero arranca la subida al Roque de los Muchachos, la zona más alta y agreste de La Palma, con una carretera muy sinuosa que hay que tomar con calma y cautela, debido a las curvas pronunciadas y al gran desnivel de la zona: ese es el Lomo de la Ciudad, con unas vistas panorámicas sobre las montañas de Los Vaqueros, San Antonio, La Cruzada en Llano Negro y las Indias, a la par que se divisa el casco poblacional de la propia Hoya Grande y El Bailadero.
Hoya Grande por la parte del Este limita con en el Parque nacional de la Caldera de Taburiente, constituyendo la cumbe del Roque de Los Muchachos un límite natural con el municipio de EL Paso, cortado en vertical sobre el Barranco de las Angustias. Hacia el sur de la isla limita con el barrio de Catela y El Castillo. 
Su altitud, 1.200 metros sobre el nivel del mar, hace que su clima sea frío y muy variable y por ello, tal vez, es un barrio con una gran producción de cereales, principalmente trigo para cocinar especial con el que se hace el famoso potage de trigo típico de la zona. Seguramete que este trigo también es panificable, pero es especial para cocinarlo, abriéndose como granos de arroz una vez cocido y con un sabor único.

## Galería

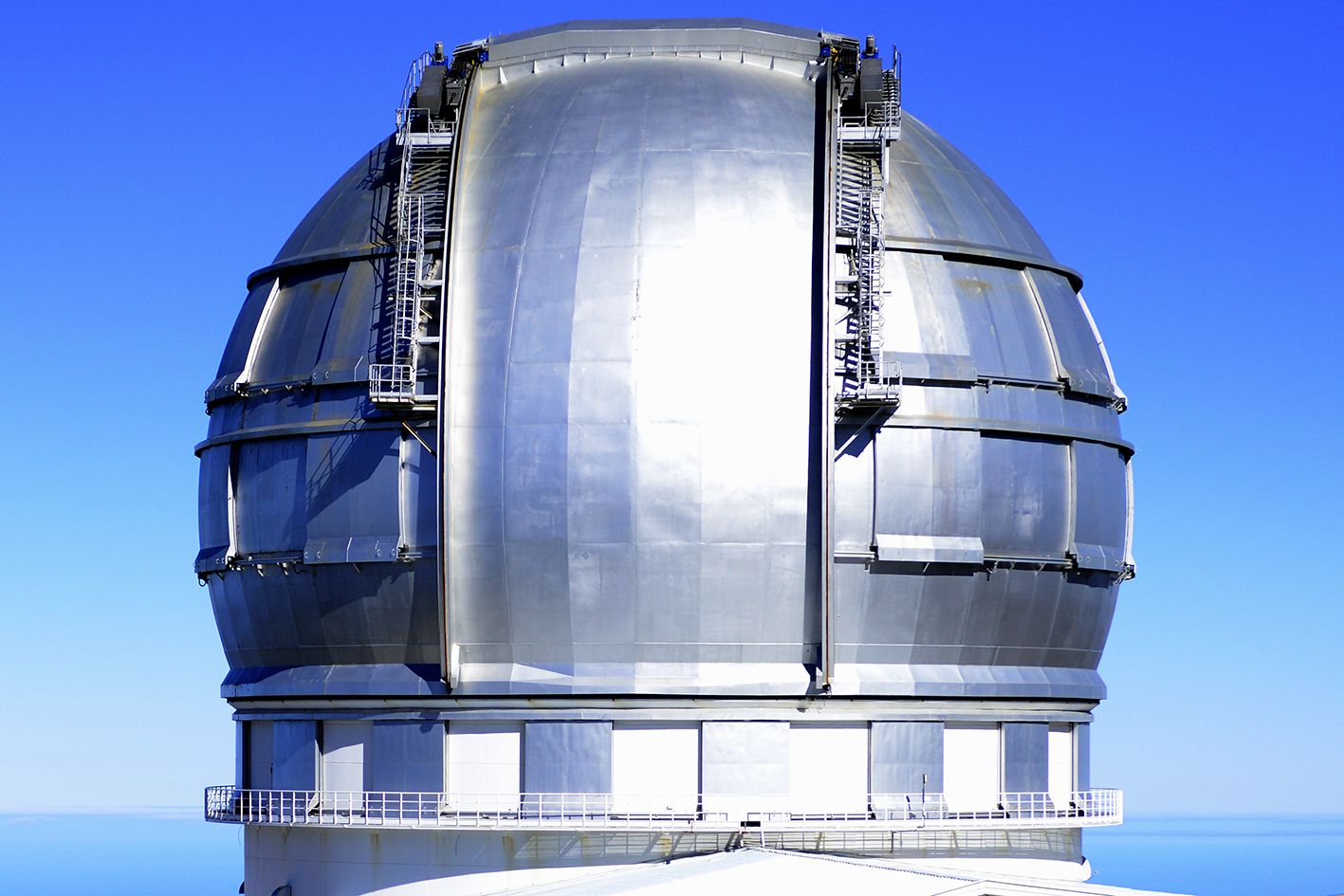
Cúpula del Gran Telescopio de Canarias (GRANTECAN) en Garafía, Roque de los Muchachos.
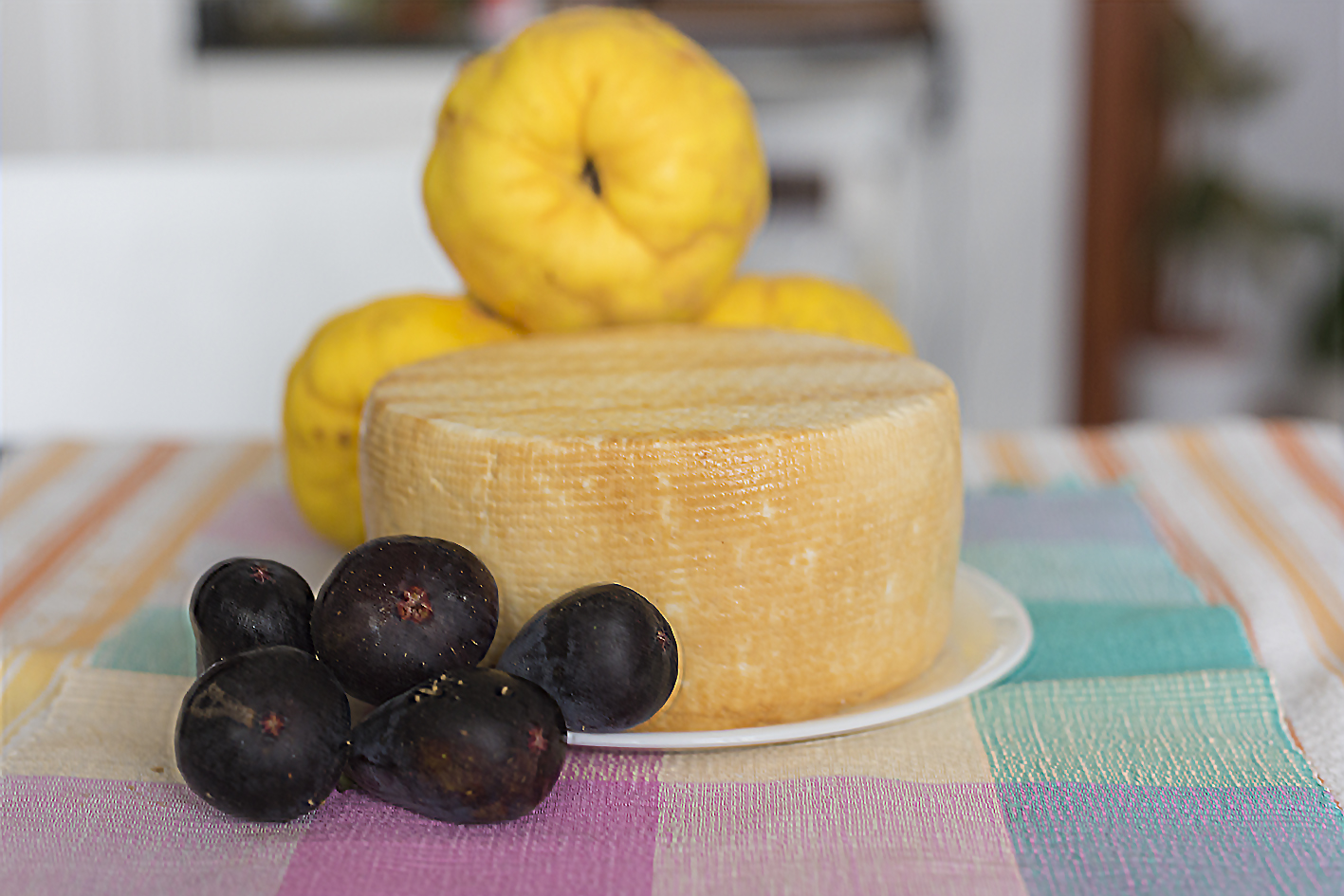
Bodegón de productos de El Bailadero, Hoya Grande: queso ahumado, brevas y membrillos.
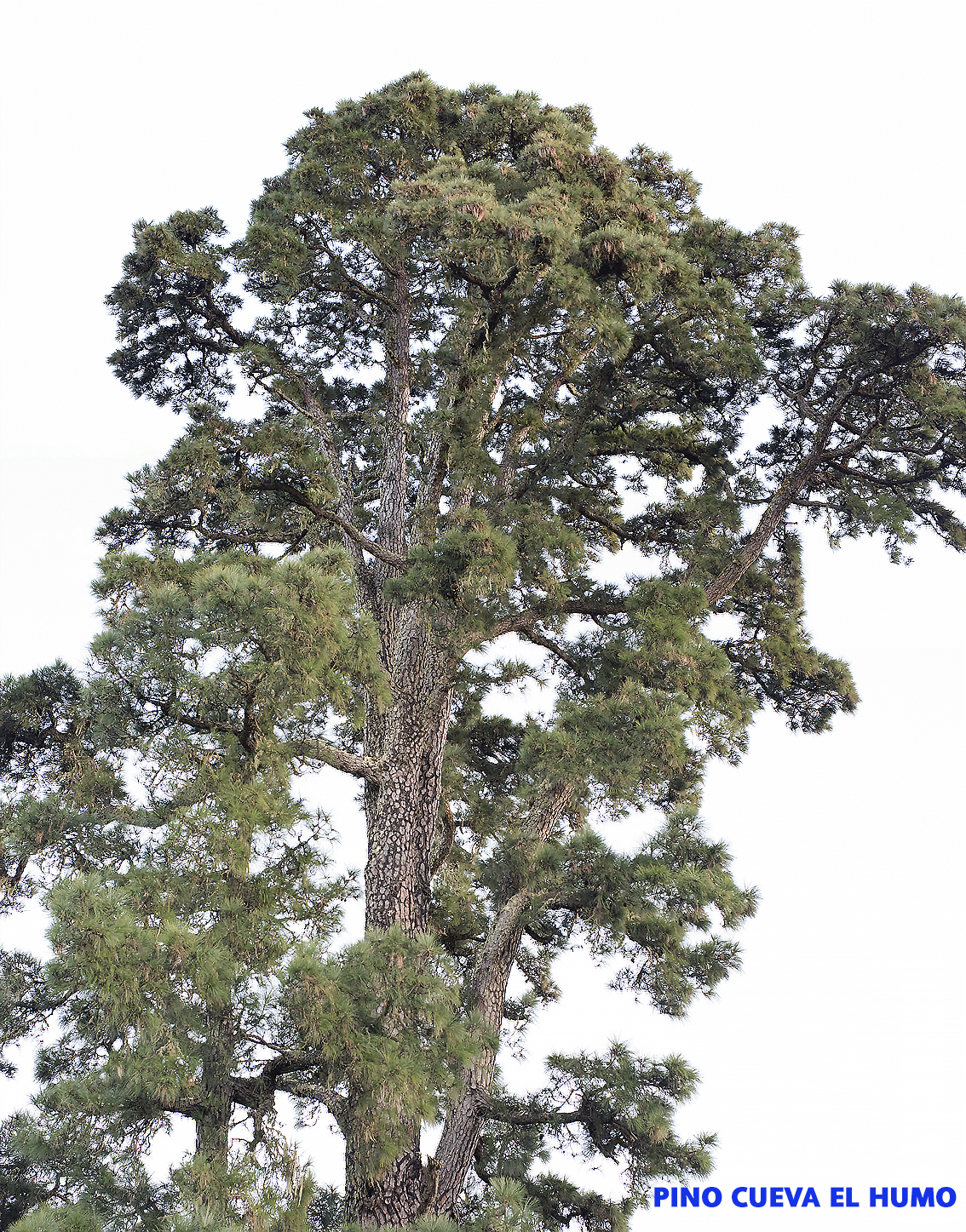
Pino Monumental, de los más viejos del lugar. Frente a la Montaña de los Vaqueros y Las Indias.
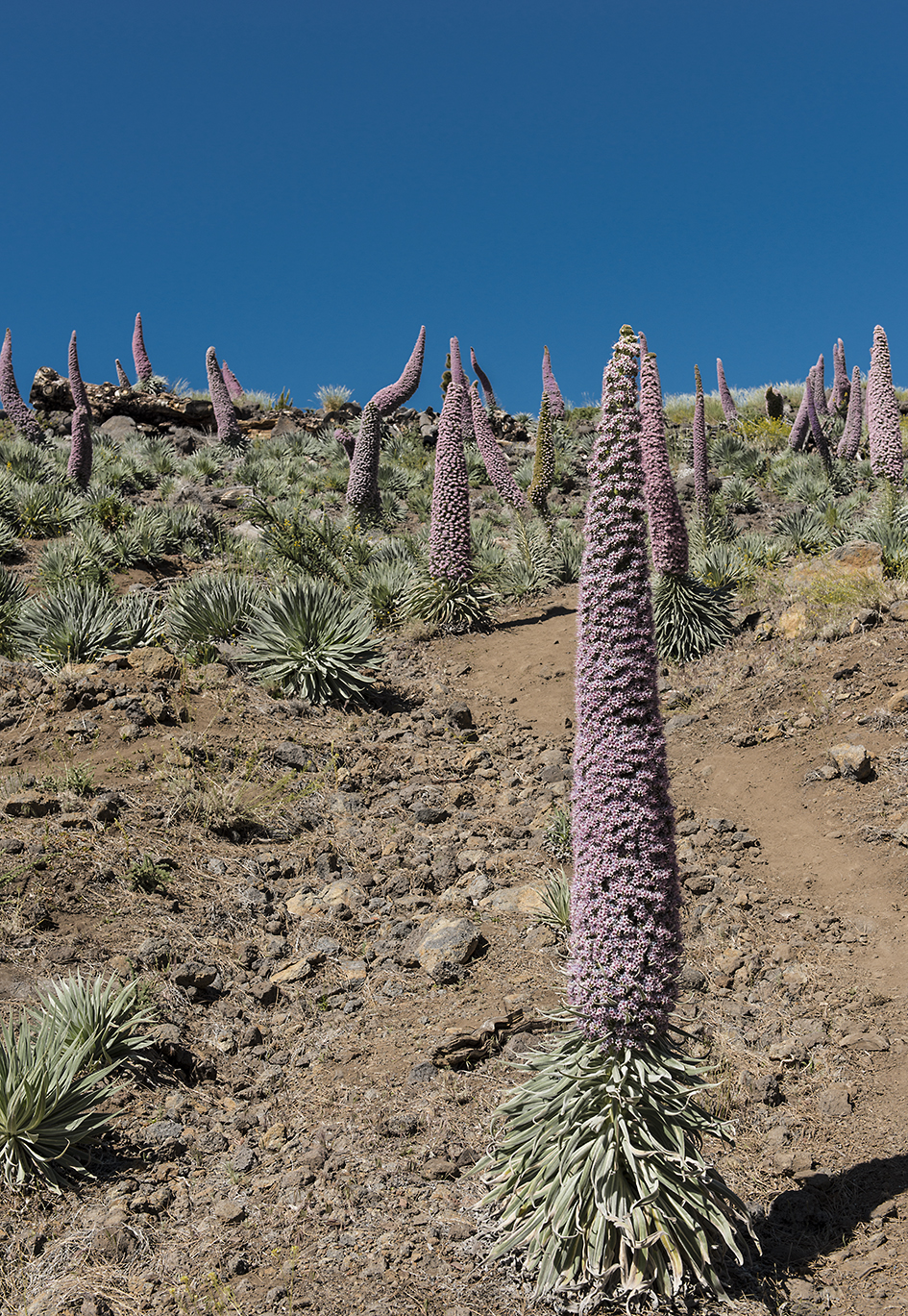
Tajinaste Rosa en floración, camino del Roque de los Muchachos, Hoya Grande, Garafía, La Palma.
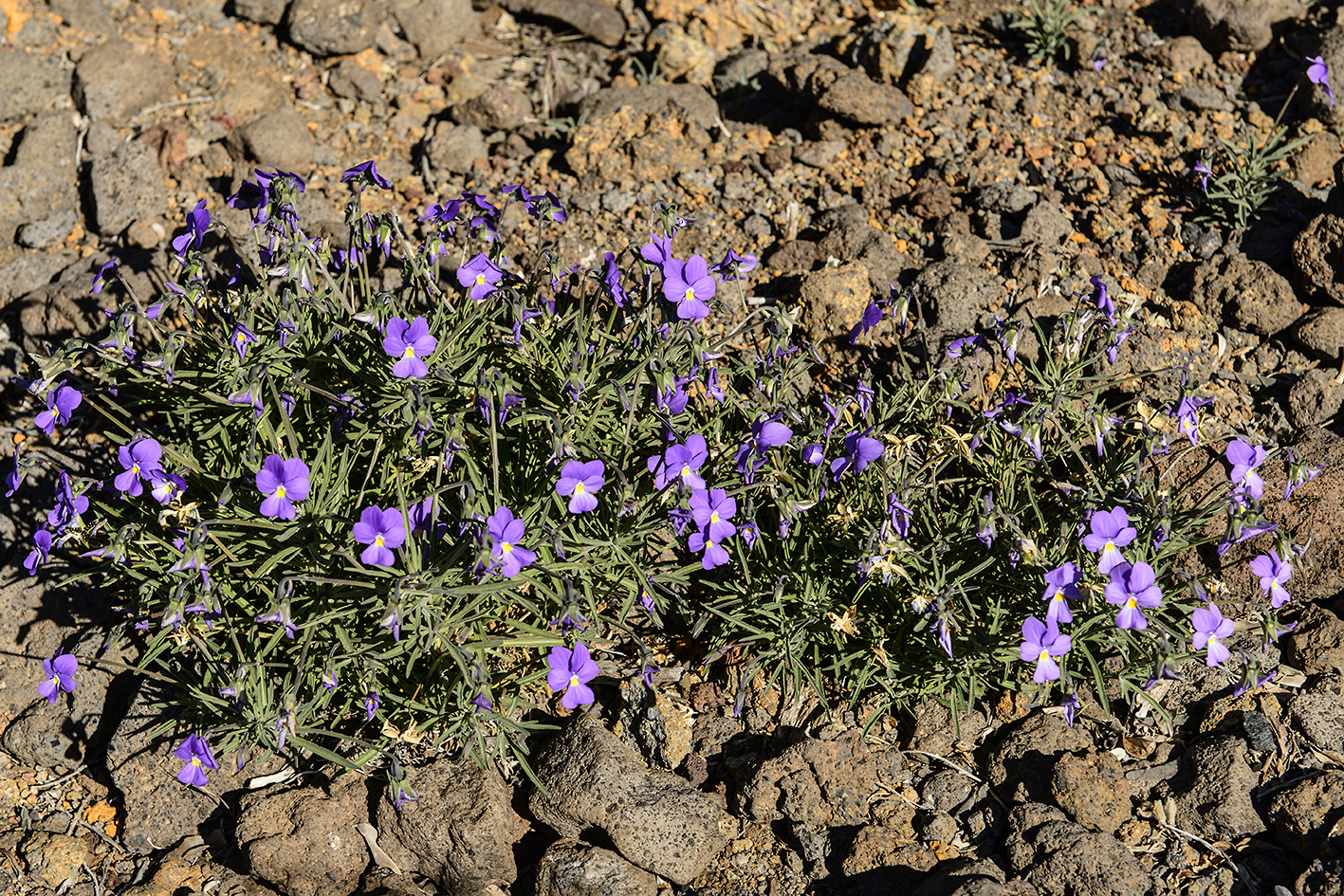
Variedad de violeta de Garafía, en los altos de la cumbre, Hoya Grande, camino del Roque de los Muchachos.
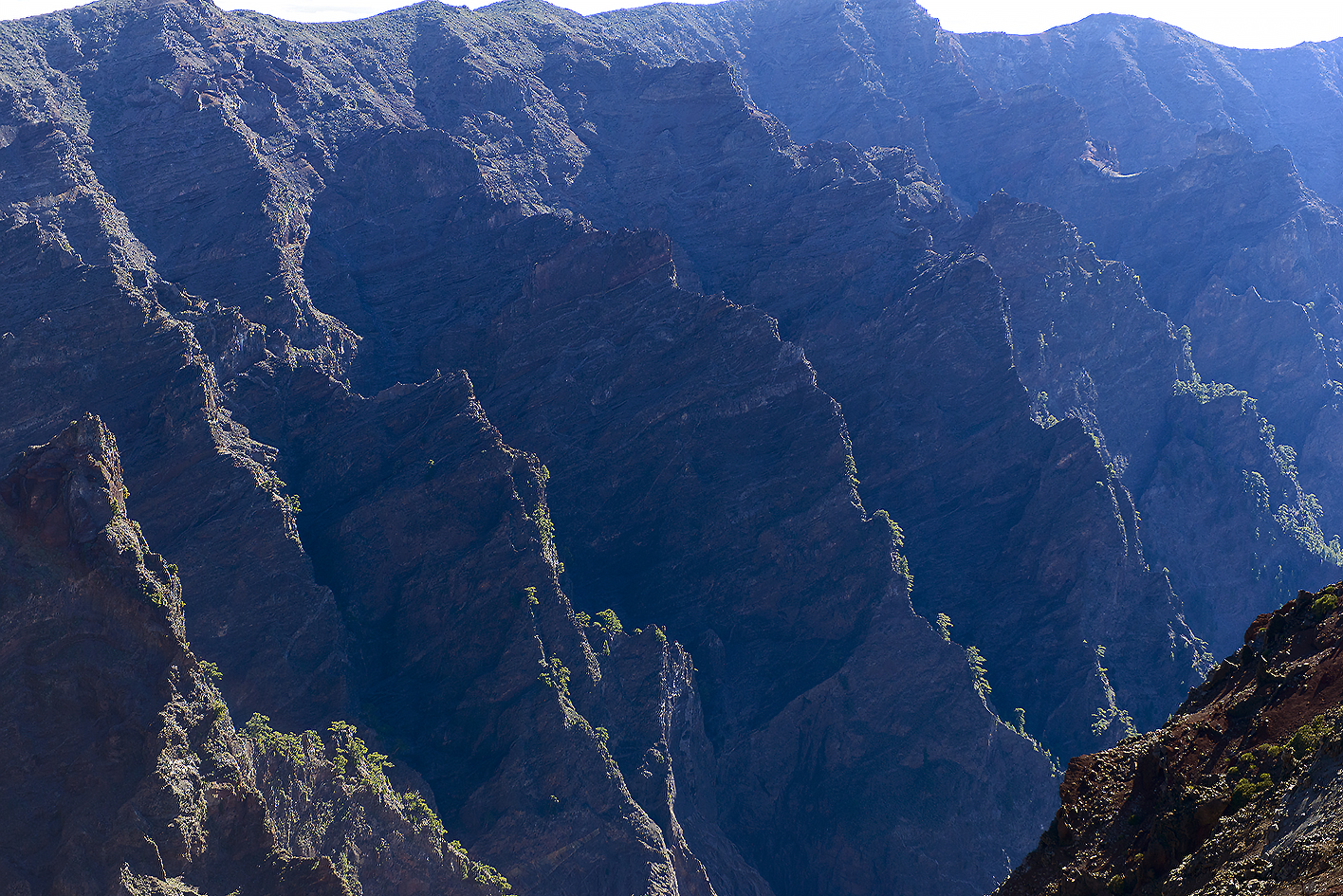
Estructura que sirve de contrafuerte como soporte de Los Andenes y el Roque de Los Muchachos, Hoya Grande (Garafía).